# 德米特里·斯科别利岑
德米特里·弗拉基米罗维奇·斯科别利岑（俄语：Дмитрий Владимирович Скобельцын，1892年—1990年）是苏联物理学家，公众人物。蘇聯科學院院士。社会主义劳动英雄。

## 生平
1892年生于圣彼得堡。父亲是物理学家。1915年毕业于彼得格勒大学，之后曾在列宁格勒物理技术研究所长期从事康普顿效应的相关研究。
从1938年起，他把主要的工作放在苏联科学院列别杰夫物理研究所内。他和同事进行大量关于电子-核子簇射的研究以及核级联过程的研究。1946年当选苏联科学院院士。1951年瓦维洛夫院士去世后，斯科别利岑成为该研究所所长。
从1950年起，他还担任“加强国际和平”斯大林国际奖金审查委员会主席。1955年8月他率领苏联代表团，参加了日内瓦和平利用原子能大会，是联合国秘书长任命的会议6位副主席之一。
1990年11月16日在莫斯科去世，安葬于新圣女公墓。

## 研究
斯科别利岑主要研究宇宙線物理和原子核物理。1929年，他创造性地把威尔逊云室放置于磁场中，利用磁场中带电粒子发生偏转的特性，来测量粒子的速度和能量。
1929年至1931年间，他观察到宇宙射线中的电子级联簇射。这些簇射是从宇宙空间进入地球大气层的高能粒子同原子核的相互作用而产生的。
他还发现了一些运动反常的电子，但没能解释出原因。这也促使了卡尔·戴维·安德森在1932年发现了正電子。

## 中文译本
- 斯科贝尔琴. . 由朱民光翻译. 人民体育出版社. 1954年11月.